# مسجد احمدآباد
مسجد احمدآباد مربوط به دوره پهلوی دوم است و در شهرستان ساوه، بخش مرکزی، دهستان طراز ناهید، روستای احمدآّباد واقع شده و این اثر در تاریخ ۲۰ اردیبهشت ۱۳۸۶ با شمارهٔ ثبت ۱۹۰۵۳ به‌عنوان یکی از آثار ملی ایران به ثبت رسیده است.